# Saint-Antoine-sur-Richelieu
Pour les articles homonymes, voir Saint-Antoine et Richelieu.
Saint-Antoine-sur-Richelieu est une municipalité du Québec située dans la MRC de La Vallée-du-Richelieu en Montérégie.

## Toponymie
La Commission de toponymie du Québec écrit à son propos ceci : « Le 30 juin 1890, la municipalité de la paroisse de Saint-Antoine-de-Padoue, située à environ 25 km au nord de Belœil, en Montérégie, était officiellement créée. Elle reprenait in extenso la dénomination de la paroisse fondée en 1741 et érigée canoniquement en 1889. Par suite d'une fusion intervenue entre cette municipalité et Saint-Antoine-sur-Richelieu (1921), en 1982, on établissait l'actuelle entité municipale de Saint-Antoine-sur-Richelieu. On a d'abord voulu rendre hommage à Antoine Pécaudy de Contrecœur (1596-1688), arrivé en Nouvelle-France en 1665, après avoir commencé sa carrière militaire en France, à 40 ans. Chef de l'une des 24 compagnies du régiment de Carignan-Salière, il recevait la seigneurie qui porte son nom en 1672 et sur le territoire de laquelle se situera la municipalité première. »

## Histoire

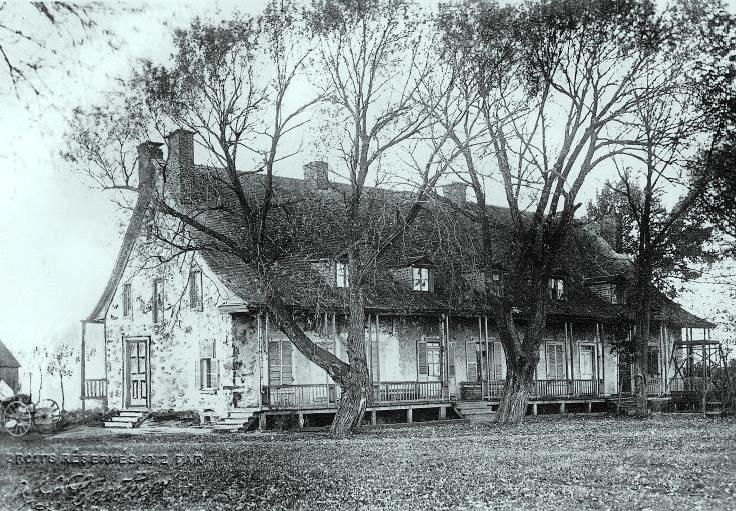
Maison de la famille de George-Étienne Cartier. Cette grande propriété, qu'on appelait la « maison aux sept cheminées » a été détruite en 1906.

Saint-Antoine a été marqué par plusieurs événements de l’histoire politique du pays. Dès 1750, le village naissant comptait 55 miliciens et ce nombre croît avec la population. Ils sont mis à contribution particulièrement pendant la guerre contre les États-Unis.
Les événements de 1837
Saint-Antoine a également participé activement au mouvement des Patriotes. Le jour de la bataille de Saint-Denis, le 23 novembre 1837, le jeune George-Étienne Cartier et son cousin Henri rassemblèrent une centaine d’hommes d'ici et des environs qui traversèrent la rivière dans le bac du passeur Roberge, sous les tirs ennemis, pour aller prêter main-forte aux habitants de Saint-Denis.
On aime bien ici rappeler qu’il s’agit non pas de la victoire de Saint-Denis mais de celle de Saint-Antoine. Quatre Antoniens furent tués ce jour-là. Peu de temps auparavant, le 14 septembre 1837, les femmes de Saint-Antoine avaient organisé un dîner champêtre afin de marquer leur appui à leurs maris, leurs fils ou leurs frères patriotes. Cet événement, dont le récit parut dans le journal La Minerve, regroupait près de 400 personnes.
La Société historique et culturelle de Saint-Antoine fait revivre cette solidarité et organise chaque année un dîner communautaire au cours duquel on souligne les réalisations de femmes de Saint-Antoine qui ont particulièrement marqué leur milieu.
Plus récemment
Depuis le 5 août 1990, Saint-Antoine-sur-Richelieu est jumelée à la municipalité de Dompierre-sur-Mer en France.
Saint-Antoine-sur-Richelieu aurait été fondé à l'origine par les quatre arrières-petits-fils de Jacques Archambault, l’ancêtre de tous les Archambault d’Amérique. Ce dernier était originaire de Dompierre-sur-Mer. La volonté d’un jumelage entre les deux municipalités a fait surface vers la fin des années 80.

## Géographie

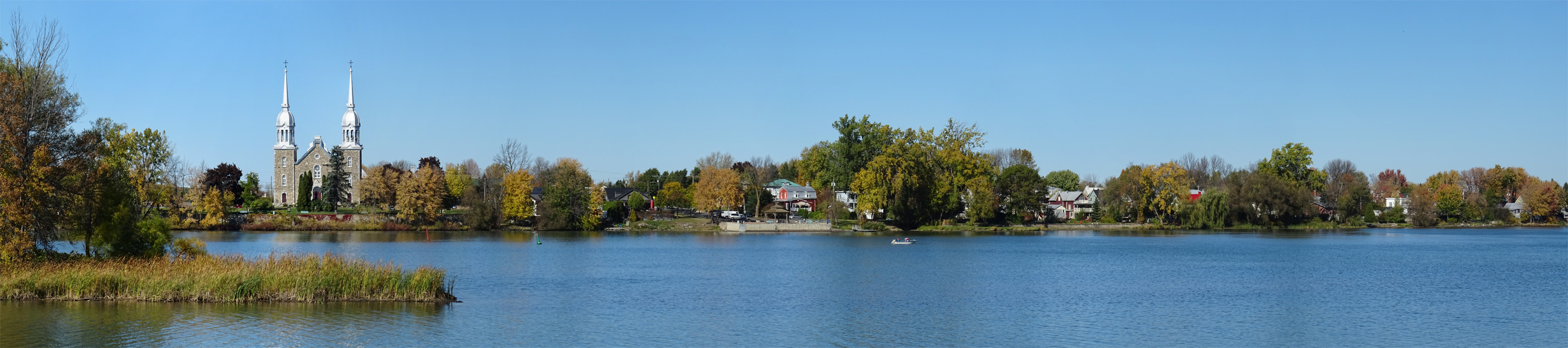
Saint-Antoine-sur-Richelieu vue depuis Saint-Denis-sur-Richelieu sur l'autre berge de la rivière.

D'une superficie de 66 km2, Saint-Antoine est située sur la rive ouest de la rivière Richelieu qui en délimite se sud-est en coulant vers le nord-est, face à Saint-Denis-sur-Richelieu. Elle est traversée par la route 223.  

## Démographie
| 1991  | 1996  | 2001  | 2006  | 2011  | 2016  | 2021  |
| ----- | ----- | ----- | ----- | ----- | ----- | ----- |
| 1 576 | 1 533 | 1 519 | 1 594 | 1 659 | 1 694 | 1 738 |

## Administration

Logo de la municipalité

Les élections municipales se font en bloc pour le maire et les six conseillers.
| Saint-Antoine-sur-Richelieu Maires depuis 2001                                                                       |                    |         |          |
| Élection | Maire              | Qualité | Résultat |
| 2001 | Raymond Billette   |         | Voir     |
| 2005 | Raymond Billette   | Voir    |          |
| 2009 | Martin Lévesque    |         | Voir     |
| 2013 | Denis Campeau      |         | Voir     |
| 2017 | Chantal Denis      |         | Voir     |
| 2021 | Jonathan Chalifoux |         | Voir     |
| Élection partielle en italique Depuis 2005, les élections sont simultanées dans toutes les municipalités québécoises |                    |         |          |

## Urbanisme
La moitié de la population vivant en habitat dispersé, le reste dans le centre villageois. Plus de 98 % de cette superficie est protégée de l'urbanisation et de la périurbanisation et dévolu à des usages agricoles.
Le village a été fondé par des miliciens, des agriculteurs, artisans qui ont trouvé l'endroit idéal.
La caractéristique de ce village est la richesse et la qualité de son patrimoine architectural (certaines demeures sont âgées de 150 ans).
Chaque habitant met un point d'honneur à maintenir en état sa maison, à la fleurir. Moins de bruit, moins de stress, endroit idéal pour le sport tranquille comme le vélo.

## Économie
Le village est situé dans une zone de grandes cultures, mais abrite aussi des élevages laitiers (dont certains regroupant une centaine d'animaux et plus). On trouve aussi des bergeries et un élevage de pintades ainsi qu'une production maraîchère.

## Patrimoine naturel et Environnement
Saint-Antoine-sur-Richelieu est membre de l'Association des plus beaux villages du Québec
Le village peut être visité via un circuit patrimonial, passant par l'église (qu'on peut visiter de la fête de la Saint-Jean-Baptiste à la fête du Travail), la Maison de la culture Eulalie-Durocher (centre d'exposition, concerts, conférences et spectacles). Restaurants et quelques gîtes du passant accueillent les visiteurs.
En termes de biogéographie et de réseau écologique, la municipalité est située sur la rivière Richelieu qui se jette dans le fleuve Saint-Laurent et constitue un corridor écologique important, pour la migration aviaire et pour de nombreux organismes aquatiques, dont en particulier le Chevalier cuivré, un poisson classé espèce menacée, et considérée comme à risque d'extinction (« en voie de disparition ») par le Comité sur la situation des espèces en péril du Canada (COSEPAC).
Exploitation gazière
L'ensemble du territoire municipal a été soumis à permis d'exploiter un gaz dit non conventionnel (gaz de schiste), comme dans toute la zone située au sud du Fleuve entre Montréal et Québec. Les trois compagnies autorisées à forer sont :
- Junex (associée à Petrolia, Forest Oil et Gastem) (permis sur 8,868 ha dans la région), et qui en 2008 a foré un puits à 1,475 mètres de profondeur (semble-t-il sans autorisation[7],[5]) abandonné pour trop faible perméabilité de la roche contenant du gaz. En 2010, l'entreprise n'avait pas encore remis le site en état[5].
- Molopo Canada (permis sur 1,964 hectares à Saint-Antoine)[5]
- Altai Resources (associée à Talisman) (permis pour 114,344 ha, jusqu’à Trois-Rivières)[5].

Alors que dans toute l'Amérique du Nord l'industrie pétrolière et gazière inquiète la population et de nombreux élus pour avoir, sans études d'impacts approfondies fortement développé l'usage de la fracturation hydraulique, avec de nombreux additifs chimiques et une consommation massive d'eau, pour exploiter des ressources fossiles (gaz naturel ou pétrole) autrefois inaccessibles, car profondément enfouies ou fortement piégées dans des roches telles que les schistes ou certains charbons « Le peu d’information indépendante sur les risques reliés à l’exploitation du gaz de schiste concernant les impacts environnementaux, en particulier sur les ressources d’eau douce, ont incité la Municipalité de Saint-Antoine-sur-Richelieu à s'opposer à tout projet d'exploration et d'exploitation du gaz de schiste sur son territoire tant que le ministère des Ressources naturelles et de la Faune (MRNF), le ministère du Développement durable, de l'Environnement et des Parcs (MDDEP) et les autres ministères concernés ne pourront démontrer que l'exploration et l’exploitation du gaz de schiste ne causera aucun risque à l'environnement, à la santé et à la sécurité des citoyens ».

## Personnalités
Saint-Antoine-sur-Richelieu est le lieu de naissance de Marie-Rose Durocher et de George-Étienne Cartier.
Damien Marchesseault, 7e maire de Los Angeles est né à Saint-Antoine-sur-Richelieu.

## Annexe